# رودولف بلین
رودولف بلین (انگلیسی: Rudolf Belin؛ زادهٔ ۴ نوامبر ۱۹۴۲) بازیکن سابق یوگسلاو و مربی فوتبال اهل کرواسی بود.
از باشگاه‌هایی که در آن بازی کرده‌است می‌توان به باشگاه فوتبال دینامو زاگرب اشاره کرد.
وی همچنین در تیم ملی فوتبال یوگسلاوی بازی کرده‌است.
وی در مسابقات کشوری و بین‌المللی در مجموع برندهٔ ۱ مدال نقره شده‌است.